# Двадцять років по тому (фільм)
«Двадцять років по тому» (рос. Двадцать лет спустя) — радянський художній фільм режисера Аїди Манасарової, знятий в 1965 році на кіностудії «Мосфільм», присвячений пам'яті Михайла Свєтлова, за мотивами його однойменної п'єси.

## Сюжет
Взимку 1919 року група комсомольців за розпорядженням Ревкома залишилася на підпільній роботі в зайнятому білими місті. З метою конспірації вони ставлять аматорський спектакль за романом Олександра Дюма — улюбленого письменника одного з хлопців. Після невдалої спроби розклеїти листівки в одному з людних місць, військовим патрулем заарештований Саша Сергєєв. По знайденому у нього списку акторів контррозвідка збирається провести арешти. Саша не хоче виглядати в очах своїх товаришів зрадником і біжить з-під варти. Він встигає дістатися до особняка Домбровських, де до приходу білих була їх комуна, і перед загибеллю попереджає хлопців про небезпеку.

## У ролях
- Георгій Куликов —  Семен
- Жанна Прохоренко —  Дуня
- Людмила Гнилова —  Тося
- А. Носикова —  Валя
- Анатолій Шаляпін —  Саша Сергєєв
- Юрій Епштейн —  Костя «наліво» (Каменський)
- Олександр Вігдоров —  Вася «направо» (Каменський)
- Лев Вайнштейн —  Мойсей
- Володимир Петченко —  Коля
- Лідія Сухаревська —  Берта Кузьмінішна
- Павло Шпрингфельд —  складач Лука
- Людмила Карауш —  Люда
- Ірина Мурзаєва —  стривожена городянка
- Ія Маркс —  бабуся з дровами
- Микола Парфьонов —  міський обиватель
- Варвара Попова —  бабуся в поїзді
- Микола Романов —  лікар
- Емілія Трейвас —  мати Мойсея
- Микола Хрящиков —  батько Дуні
- Борис Юрченко —  розвідний

## Знімальна група
- Автори сценарію: Михайло Свєтлов, Аїда Манасарова
- Постановка і музика: Аїда Манасарова
- Головний оператор: Марк Дятлов
- Художник-постановник: Олексій Лебедєв
- Звукооператор: В. Зорін
- Режисер: В. Березко
- Диригент: А. Ройтман
- Художник по костюмах: Н. Фірсова
- Художник-гример: К. Ярмолюк
- Монтажер: К. Москвіна
- Редактори: А. Рєпіна, М. Роозен
- Оператор комбінованих зйомок: Г. Шимкович
- Асистенти режисера: Л. Лобов, З. Сахновська
- Асистенти оператора: В. Варман, Ю. Єпішин, М. Яблоновський, С. Ільд
- Консультант: М. Молотков
- Директор: М. Хавкін